# Тайняшевська сільська рада
Тайня́шевська сільська рада (рос. Тайняшевский сельский совет) — муніципальне утворення у складі Чекмагушівського району Башкортостану, Росія. Адміністративний центр — село Тайняшево.

## Населення
Населення — 1036 осіб (2019, 1214 у 2010, 1363 у 2002).

## Склад
До складу поселення входять такі населені пункти:
| Населений пункт      | Населення, осіб (2002) | Населення, осіб (2010) |
| -------------------- | ---------------------- | ---------------------- |
| Ахметово, село       | 332                    | 326                    |
| Каран, село          | 185                    | 167                    |
| Сари-Айгир, присілок | 18                     | 16                     |
| Старобалаково, село  | 271                    | 218                    |
| Тайняшево, село      | 557                    | 487                    |